# ادولفو، بخش چودزیز
ادولفو، بخش چودزیز (به لاتین: Adolfowo, Chodzież County) یک منطقهٔ مسکونی در لهستان است که در Gmina Margonin واقع شده‌است.

## خصوصیات
ادولفو ۳۰۰ نفر جمعیت دارد.